# Eunomi
Eunomi (en llatí: Eunomius, en grec antic: Εὐνόμιος) va ser un religiós grec nascut a Dacora a Capadòcia, deixeble d'Aeci, un seguidor d'Arri o Ari. Va introduir a l'arrianisme els seus propis punts de vista i va fundar la secta dels eunomians (Enomiani o Anomoei) que negava la igualtat entre el Pare i el Fill i a més en negava també la similitud (ὁμοιότης).
Va ser diaca d'Antioquia el 360, i després va succeir a Eleusi com a bisbe de Cízic, però al cap d'uns mesos va ser deposat per ordre de l'emperador Constanci II i expulsat de la ciutat.
Sota Julià l'Apòstata i sota Jovià, va viure a Constantinoble; en el regnat de Valent va anar a Calcedònia, però l'emperador el va denunciar per albergar a casa seva a Procopi, i va ser enviat a l'exili a Mauretània. Així i tot, quan va arribar a Mursa a Il·líria, l'emperador el va fer cridar.
Més tard el va enviar a l'exili altre cop Teodosi I el Gran a un lloc anomenat Halmiris a Mèsia, a la vora del Danubi, lloc que van ocupar els bàrbars i va ser enviat a Cesarea a l'Àsia Menor. Contrari al popular bisbe Basili de Cesarea, els habitants d'aquesta ciutat el van odiar.
Finalment, va poder tornar a la seva vila natal de Dacora on va viure la resta de la seva vida i on va morir ja vell el 394. Eutropi Patrici va ordenar portar el seu cos a Tiana on va quedar a càrrec dels monjos, per evitar que fos portat a Constantinoble pels seus seguidors per enterrar-lo junt amb el seu mestre Aeci. Un edicte imperial va ordenar la destrucció de les seves obres.
El seu seguidor Filostorgi, va escriure un elogi d'Eunomi. Foci i Sòcrates (que van ser els seus enemics), en canvi, el critiquen en el seu estil literari i diuen que es repetia excessivament.
Va escriure diverses obres contra la fe ortodoxa, però van ser destruïdes i només uns reculls compilats pels seus enemics han arribat als nostres dies. Obres seves eren:
- 1. Comentari de l'Epístola al romans, en 7 llibres
- 2. Epístoles,
- 3. Exposició de fe (383) que es conserva
- 4. Ἀπολογητικός (Apologètiques, Apologetikos, defensa de les doctrines eunomianes)
- 5. Ἀπολογίας Ἀπολογία.[1]